# العلاقات الغابونية الطاجيكستانية
العلاقات الغابونية الطاجيكستانية هي العلاقات الثنائية التي تجمع بين الغابون وطاجيكستان.

## مقارنة بين البلدين
هذه مقارنة عامة ومرجعية للدولتين:
| وجه المقارنة                                              | الغابون                        | طاجيكستان                          |
| --------------------------------------------------------- | ------------------------------ | ---------------------------------- |
| المساحة (كم2)                                             | 267.67 ألف                     | 143.10 ألف                         |
| عدد السكان (نسمة)                                         | 2.03 مليون                     | 8.92 مليون                         |
| الكثافة السكانية (ن./كم²)                                 | 7.58                           | 62.33                              |
| العاصمة                                                   | ليبرفيل                        | دوشنبه                             |
| اللغة الرسمية                                             | لغة فرنسية                     | اللغة الطاجيكية                    |
| العملة                                                    | فرنك وسط أفريقي                | ساماني طاجيكي، الروبل الطاجيكستاني |
| الناتج المحلي الإجمالي (بليون دولار)                      | 14.62 مليار                    | 7.15 مليار                         |
| الناتج المحلي الإجمالي (تعادل القوة الشرائية) بليون دولار | 34.65 مليار                    | 24.03 مليار                        |
| الناتج المحلي الإجمالي الاسمي للفرد دولار أمريكي          | 8.27 ألف                       | 925                                |
| الناتج المحلي الإجمالي للفرد دولار أمريكي                 | 19.43 ألف                      | 2.69 ألف                           |
| مؤشر التنمية البشرية                                      | 0.684                          | 0.624                              |
| رمز المكالمات الدولي                                      | +241                           | +992                               |
| رمز الإنترنت                                              | .ga                            | .tj                                |
| المنطقة الزمنية                                           | ت ع م+01:00، توقيت غرب أفريقيا | ت ع م+05:00                        |

## منظمات دولية مشتركة
يشترك البلدان في عضوية مجموعة من المنظمات الدولية، منها:
| علم المنظمة | اسم المنظمة                        | تاريخ انضمام الغابون | تاريخ انضمام طاجيكستان |
| ----------- | ---------------------------------- | -------------------- | ---------------------- |
|             | مؤسسة التنمية الدولية              | 4 نوفمبر 1963        | 4 يونيو 1993           |
|             | مؤسسة التمويل الدولية              | 20 أكتوبر 1970       | 2 ديسمبر 1994          |
|             | منظمة حظر الأسلحة الكيميائية       | ?                    | ?                      |
|             | الأمم المتحدة                      | 20 سبتمبر 1960       | 2 مارس 1992            |
|             | الاتحاد الدولي للاتصالات           | 28 ديسمبر 1960       | 28 أبريل 1994          |
|             | منظمة التعاون الإسلامي             | ?                    | ?                      |
|             | منظمة الشرطة الجنائية الدولية      | ?                    | ?                      |
|             | الاتحاد البريدي العالمي            | ?                    | ?                      |
|             | البنك الدولي للإنشاء والتعمير      | 10 سبتمبر 1963       | 4 يونيو 1993           |
|             | وكالة ضمان الاستثمار متعدد الأطراف | 26 مارس 2003         | 9 ديسمبر 2002          |
|             | يونسكو                             | 16 نوفمبر 1960       | 6 أبريل 1993           |
|             | الفريق المعني برصد الأرض           | ?                    | ?                      |